# トレイシー・ハイド
トレイシー・ハイド（Tracy Hyde、1959年5月16日 - ）は、イギリスの元・女優、元・子役。映画『小さな恋のメロディ』のメロディ役で知られている。

## キャリア
8歳からバレエを習い、キッズモデルとして雑誌に載っていた。それが映画監督であり脚本家のアンドリュー・バーキン（ジェーン・バーキンの兄）の目にとまり、オーディションを受けるように勧められる。そしてトレイシーは見事『小さな恋のメロディ』のメロディ役を射止めることとなった。その後、イギリスでBBCなどのいくつかのTVシリーズに出演。日本でも1972年に沖雅也を相手役にした映画が企画された。しかし勉強を続けることを望み、女優業を休業。秘書養成学校を卒業したあと法律事務所で秘書として働いていた。その間も日本からの声援は衰えることはなく、カレンダーが発売されたり、「ロードショー (Roadshow)」誌の「お気に入り女優」にランクインしていた。1977年には同誌の招聘（しょうへい）で来日もしている。
1980年代に再び女優として復帰し、いくつかの映画やテレビに出演したりした。1982年の映画『アリス (Alice)』ではジャック・ワイルドと再び共演した。1988年の英テレビ番組『ザ・ビル (The Bill)』あたりまで出演していたが、その後女優を辞めた。
1994年になって、日本のバラエティ番組が探し当てレポーターを派遣しマーク・レスターと再会した。1999年にも日本の別番組でマーク・レスターと共に近況が紹介されたりした。結婚後、3人の子供を設けてフランス北部ノルマンディの広大な牧場で暮らしていたが、再婚後はロンドンに戻りケネルショップを家業として営んでいると述べていた。下記の2022年の来日時のインタビューでは、フランス南西部コニャックの有名な生産地域に居住。工場で1年間コニャック作りをやっていたり、馬も飼っていたり、母と子供が居住するロンドンとを往き来しているとのこと。
2022年、コロナ禍で1年遅れの『小さな恋のメロディ』日本公開50周年（2021年）を記念した特別上映に合わせてマーク・レスターと来日し、10月15日 - 30日の間に京都みなみ会館、横浜シネマノヴェチェント、10月25日にはヒューマントラストシネマ渋谷で、それぞれイベント上映され、舞台挨拶やサイン会、撮影会、懇親会など日本のファンとの交流会が行なわれた。